# Marco Rubio

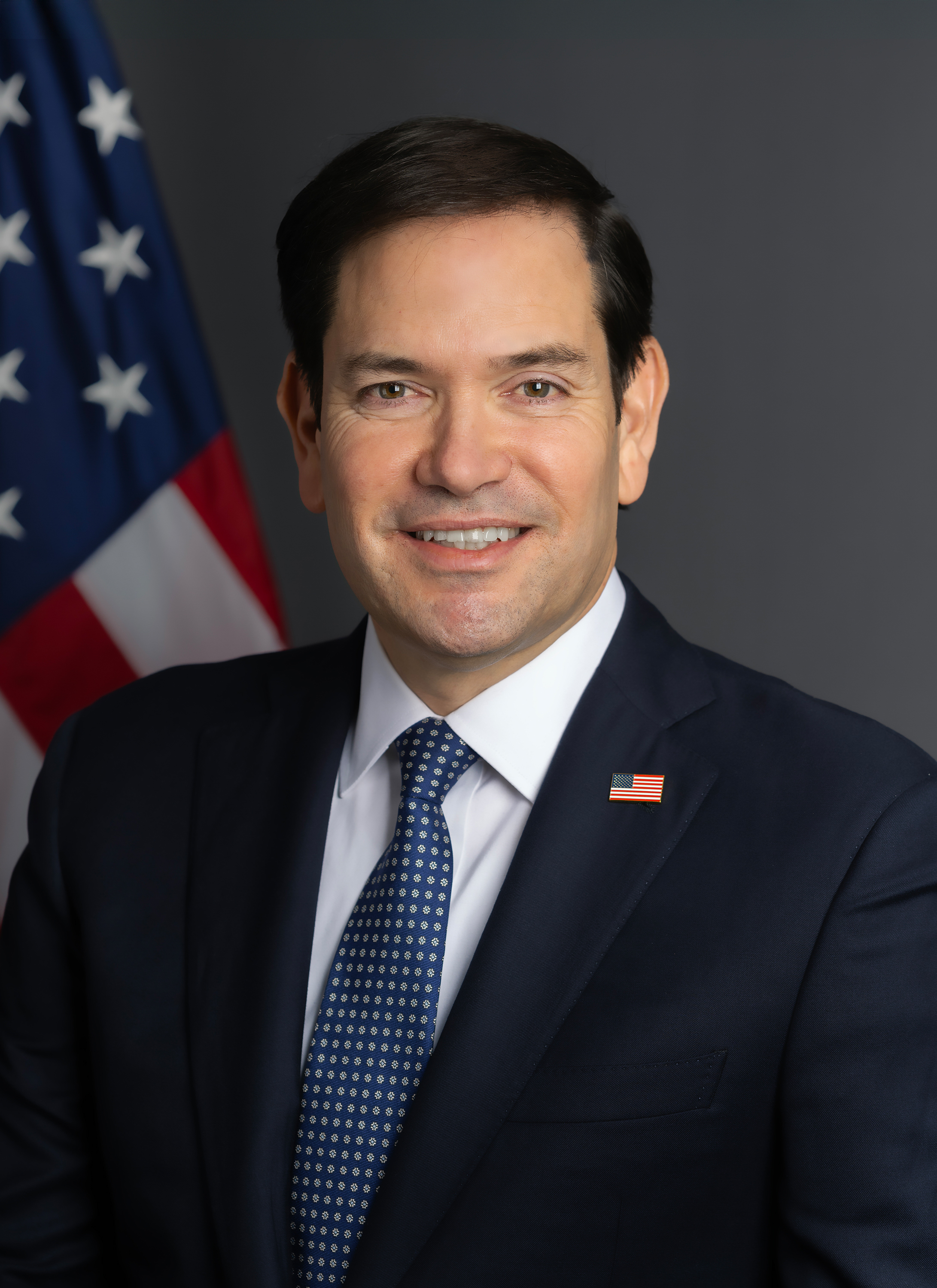
Marco Rubio (2025)

Marco Antonio Rubio (* 28. Mai 1971 in Miami, Florida) ist ein US-amerikanischer Politiker der Republikanischen Partei und seit Januar 2025 Außenminister der Vereinigten Staaten im Kabinett Trump II. Zuvor war er Abgeordneter im Repräsentantenhaus von Florida und von Januar 2011 bis Januar 2025 Senator für Florida im US-Senat. Im Jahr 2016 trat er bei den Vorwahlen seiner Partei zur Präsidentschaftswahl an.

## Familie, Jugend, Ausbildung und erste berufliche Schritte
Marco Rubio wurde in Miami als drittes Kind von Mario Rubio (1927–2010) und Oriales García (* 1931) geboren, die damals noch nicht die US-Staatsangehörigkeit hatten.  Seine Eltern waren kubanische Exilanten, die am 27. Mai 1956 –  mehr als zwei Jahre vor dem Sturz des pro-amerikanischen Diktators Fulgencio Batista und der Machtübernahme durch Fidel Castro am 1. Januar 1959 – mit ihrem ältesten Sohn in die Vereinigten Staaten gelangt waren. Auch nach der Machtübernahme Castros reisten die Eltern wiederholt nach Kuba, in Rubios Worten, um die Möglichkeiten einer unbedingt gewünschten Rückkehr auszuloten, was sich aber als unmöglich herausgestellt habe. Rubios Darstellung dieser Umstände sorgte für Kritik, als die Washington Post im Oktober 2011 Rubios Behauptung, seine Eltern seien erst nach der Revolution 1959 vor der Regierung Fidel Castros geflohen, hinterfragte.
Die erste Station von Rubios Eltern in den USA war 1956 New York. Im folgenden Jahr zog die Familie nach Miami, wo der Vater Arbeit im Roney Plaza Hotel in Miami Beach fand. Anschließend machte der Vater sich selbstständig und eröffnete eine ganze Reihe von Geschäften, die sämtlich in Konkurs gingen. 1964 zog die Familie nach Los Angeles, einige Wochen später weiter nach Las Vegas. Kurz darauf kehrte die Familie nach Miami zurück, wo der Vater seine Arbeit im Roney Plaza Hotel wieder aufnahm. 1978 zog seine Familie erneut nach Las Vegas, wo sein Vater als Barkeeper und seine Mutter als Zimmermädchen Arbeit gefunden hatten. 1985 kehrte die Familie nach Miami zurück, wo sein Vater bis 1997 wieder als Barkeeper arbeitete. Danach verdiente er bis zu seiner Pensionierung im Jahre 2005 seinen Lebensunterhalt als Schülerlotse. Seine Mutter arbeitete bis zu ihrer Pensionierung im Jahre 1995 als Lagerverwalterin bei Kmart.
Infolge der Umzüge seiner Eltern besuchte Marco Rubio verschiedene Schulen. Zunächst die Henry M. Flagler Elementary School in Miami, ab Anfang 1979 die C. C. Ronnow Elementary School (Second Grade) in Las Vegas, dann die South Miami (Senior) High School, die er 1989 abschloss. Im Anschluss besuchte er ein Jahr lang das Tarkio College in Missouri, weil ihm für 1989/90 ein Football-Stipendium gewährt worden war. Danach wechselte er zum Santa Fe Community College (heute: Santa Fe College) in Gainesville, Florida. Rubio studierte an der University of Florida, an der er im Jahre 1993 einen Bachelor of Science in Politikwissenschaften erlangte. Er setzte sein Studium an der University of Miami (School of Law) fort und schloss dort 1996 mit dem Juris Doctor cum laude ab.
Nach dem Studium arbeitete er in einigen Anwaltskanzleien.
1996 bot ihm Al Cardenas, zu dieser Zeit stellvertretender Vorsitzender der Republikanischen Partei Floridas, den er während Bob Doles Präsidentschaftswahlkampf 1996 kennengelernt hatte, einen Job in seiner zusammen mit C. Thomas Tew 1991 gegründeten Kanzlei Tew Cardenas an. Sein Verdienst betrug pro Jahr 57.000 US-Dollar. 1998 bot die Kanzlei Ruden, McClosky, Smith, Schuster & Russell, P.A. ihm eine besser dotierte Beschäftigung in Miami an. Von 2001 bis 2004 arbeitete er in der Anwaltsfirma Becker & Poliakoff und im Anschluss bis 2008 bei Broad & Cassel, Miami (Jahresverdienst 300.000 US-Dollar). 2008 gründete er dann seine eigene Anwaltskanzlei, zugleich noch das Beratungsunternehmen Rubio Consulting und wurde Partner von Florida Strategic Consultants, ein weiteres Beratungsunternehmen.

## Politische Laufbahn

### Politische Anfänge
Am 25. Januar 2000 wurde Rubio in einer außerordentlichen Nachwahl in das Repräsentantenhaus Floridas gewählt und war von 2006 bis 2008 dessen Sprecher, als Nachfolger von Allan Bense.

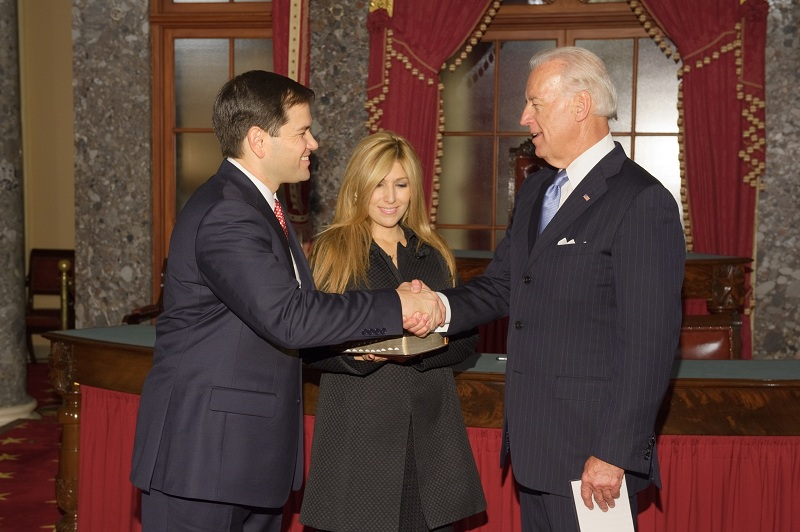
Marco und Jeanette Rubio mit US-Vizepräsident Joe Biden nach Rubios Vereidigung als Senator

Bei der Wahl zum US-Senat 2010 bewarb er sich um einen Sitz für seinen Bundesstaat. Seine Wahlkampagne wurde durch die rechtspopulistische Tea-Party-Bewegung kräftig unterstützt. Floridas Gouverneur Charlie Crist, der sich ebenfalls bewarb, trat daher aus der Republikanischen Partei aus. Rubios Kandidatur wurde durch Ermittlungen überschattet, da er eine Partei-Kreditkarte zu privaten Zwecken gebraucht hatte, ohne dies versteuert zu haben. Er wurde im November 2010 in den Senat gewählt. Er ist nach Mel Martínez der zweite kubanoamerikanische US-Senator Floridas. In seinen ersten Jahren im Senat brachte er eine Reihe ambitionierter Projekte und Gesetzentwürfe ein, scheiterte aber mit fast allen – etwa als Teil der überparteilichen „Gang of Eight“, die eine umfassende Einwanderungsreform entworfen und 2013 durch den Senat gebracht hatte – am Widerstand des Repräsentantenhauses. Rubio hat seine Frustration über die Unbeweglichkeit des US-Kongresses immer wieder deutlich gemacht und gehörte 2014/15 zu den Senatoren mit der geringsten Anwesenheit.

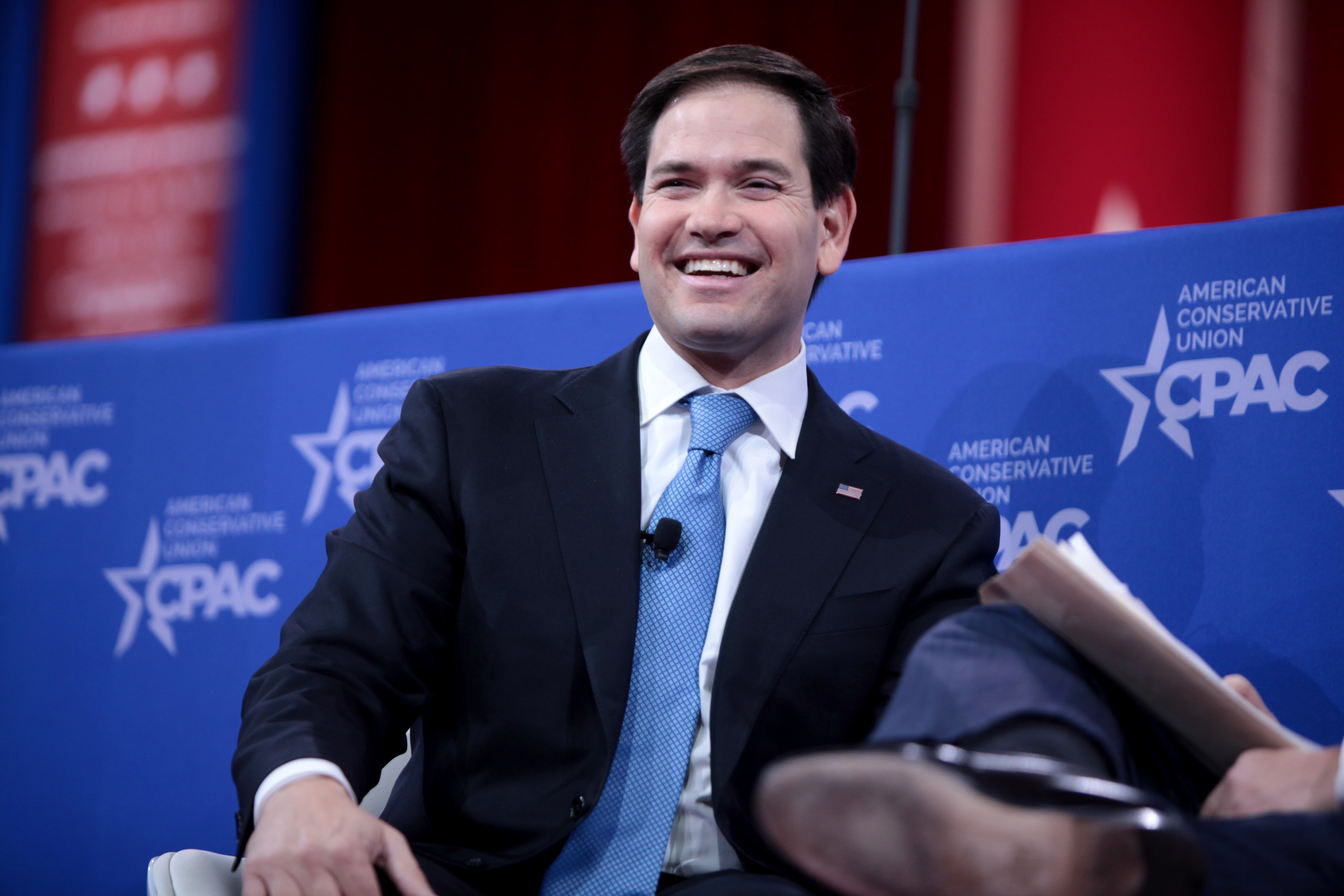
Rubio auf der CPAC 2015

### Senator während der Obama-Regierungszeit und Präsidentschaftskandidatur
Während der ersten vier Jahre seiner sechsjährigen Amtszeit als Senator war die Republikanische Partei in der Minderheit; ab Januar 2015 war sie in der Mehrheit. Rubio galt als Teil des konservativen Flügels der Republikanischen Partei. Er war aus Floridas Legislative als geschickter Unterhändler bekannt, der über Parteigrenzen hinweg Zustimmung zu Gesetzesvorhaben organisierte. Sein Abstimmungsverhalten im US-Senat (mit Ausnahme seiner Unterstützung einer überparteilichen Einwanderungsreform) wurde 2015 als betont konservativ rezipiert: Laut einer statistischen Erhebung der Website FiveThirtyEight von 2015 stimmte Rubio aggregiert weiter rechts im politischen Spektrum ab als 77 Prozent seiner Parteikollegen. Rubio brachte 2013 im Senat ein Gesetz ein, das die Möglichkeit zum Schwangerschaftsabbruch einschränken sollte.
Außenpolitisch galt Rubio 2011 als Hoffnung der Neokonservativen. Er äußerte 2011, die USA müssten weiter ein „Wächter an der Mauer des Weltfriedens“ sein, womit er sich gegen die im Jahr 2011 wachsende Strömung an der Basis seiner Partei stellte, die sich weniger Engagement des eigenen Landes in Übersee wünschte. In den Beziehungen zwischen Kuba und den Vereinigten Staaten zählte Rubio wie seine politische Mentorin Ileana Ros-Lehtinen zu den Hardlinern; er bezeichnete beispielsweise die Kubanische Revolution als „Unfall der Geschichte“ und trat gegen jegliche Öffnung der US-amerikanischen Außenpolitik gegenüber Kuba ein. Im Zusammenhang mit dem Bürgerkrieg in Syrien nannte er die Politik Präsident Obamas mehrfach verfehlt und unzureichend. Er warf ihm vor, nicht frühzeitig gegen Präsident Baschar al-Assad interveniert zu haben und so eine Situation befördert zu haben, in der die syrische Opposition inzwischen von amerikafeindlichen Kräften wie al-Qaida dominiert sei. Rubio kritisierte 2013 Obamas Wirtschaftspolitik; es sei falsch, Steuern und Regierungsausgaben zu erhöhen. Dies belaste nur die Steuerzahler der Mittelschicht. Rubio äußerte Zweifel, dass der Klimawandel vom Menschen erzeugt wurde, und kritisierte deshalb Umweltrichtlinien. Er befürwortete 2013 auch das in der Verfassung verankerte Recht auf Waffenbesitz und kritisierte Pläne für strengere Waffenkontrollen. Rubio lehnte auch Obamas Einwanderungspläne ab. Illegale Einwanderer hätten dadurch faktisch Vortritt gegenüber Menschen, die seit Jahren versuchen, in die USA einzuwandern und sich dabei an die Gesetze zu halten. Rubio erklärte 2013: „Wie jede souveräne Nation auf diesem Planeten haben wir das Recht, zu sagen, wen wir reinlassen wollen; aber anders als andere Länder haben wir keine Angst davor, dass Fremde zu uns kommen.“
Im April 2015 erklärte Rubio, für seine Partei bei der US-Präsidentschaftswahl im November 2016 antreten zu wollen. Mitte März 2016 stieg er aus den Präsidentschafts-Vorwahlen aus, nachdem ihn der im republikanischen Nominierungsprozess führende Donald Trump in Rubios Heimat-Bundesstaat Florida geschlagen hatte. Trump hatte Rubio im Vorwahlkampf oft als politisches Leichtgewicht diskreditiert und ihm den Spitznamen „Little Marco“ („kleiner Marco“) angehängt. Rubio gab bekannt, keine anderen politischen Positionen – einige Medien hatten über Kandidaturen als US-Vizepräsident oder Gouverneur Floridas spekuliert – anzustreben, sein Mandat im US-Senat bis zu dessen Ende im Januar 2017 ausfüllen und sich dann aus der Politik zurückziehen zu wollen. Nachdem führende Republikaner, insbesondere der Fraktionsvorsitzende im US-Senat, Mitch McConnell, wegen der schwierigen Aussichten für die Partei bei der Senatswahl 2016 Druck auf Rubio ausgeübt hatten, erklärte Rubio nach dem Massaker in Orlando am 12. Juni 2016, er habe neu darüber nachgedacht, „an welcher Stelle er seinem Land am nützlichsten sein könne“. Am 22. Juni, zwei Tage vor dem Ende der Bewerbungsfrist, kündigte Rubio seine erneute Kandidatur an. Bis dato aussichtsreiche republikanische Bewerber wie der Vizegouverneur des Bundesstaates Carlos López-Cantera, mit dem Rubio auch privat befreundet ist, zogen daraufhin ihre Bewerbungen zurück. Sein Gegner bei der Senatswahl im November war der Abgeordnete Patrick Murphy. Rubio gewann am 8. November 2016 die Wiederwahl zum Senator von Florida mit 52,0 % der Stimmen.

### Senator während der Trump-Regierungszeit und der Biden-Regierungszeit
Rubio war Mitglied im Senate Intelligence Committee. Dieses untersucht u. a. die Frage, ob Mitglieder aus Trumps Wahlkampfteam oder Transition Team unerlaubte Kontakte zur Regierung Russlands hatten. Des Weiteren setzte er sich dafür ein, während der Obama-Regierungszeit eingeführte Handels- und Tourismuserleichterungen für Kuba teilweise wieder aufzuheben, um „das Militär, den Geheimdienst und die Sicherheitskräfte des kommunistischen Kuba“ nicht zu unterstützen. Am 18. November 2020 wandte sich Marco Rubio zusammen mit den Senatoren Tom Cotton, Ted Cruz und Kelly Loeffler in einem Brief an Präsident Donald Trump mit der Bitte, im Westjordanland hergestellte Waren als „Made in Israel“ zu kennzeichnen.
Rubio wurde 2022 wiedergewählt.

### Außenminister unter Donald Trump
Nachdem Trump die Präsidentschaftswahl 2024 gewonnen hatte, nominierte er Marco Rubio im November 2024 als Außenminister. Am 20. Januar 2025 wurde er einstimmig vom Senat als Außenminister bestätigt. Infolge seiner Bestätigung als Außenminister trat Rubio am 20. Januar 2025 von seinem Senatorenamt zurück.
Am 3. Februar 2025 wurde Rubio, neben seiner Funktion als Außenminister, zum amtierenden Administrator von USAID ernannt. Als neuer Leiter kündigte er die Absicht der Regierung an, eine signifikante Anzahl an Stellen zu streichen und die zuvor unabhängige Behörde vollständig in das Außenministerium eingliedern zu wollen. Am 1. Mai 2025 übernahm er zusätzlich interimistisch die Funktion des Nationalen Sicherheitsberaters, nachdem der bisherige Amtsinhaber Michael Waltz als neuer US-Botschafter bei der UN nominiert wurde. Rubio wehrte Bemühungen des von Elon Musk geleiteten DOGE, umfangreiche Stellenkürzungen durchzusetzen, erfolgreich ab.
Nach der Einstufung der deutschen AfD durch das Bundesamt für Verfassungsschutz als „gesichert rechtsextremistische Bestrebung“ schrieb Rubio Anfang Mai 2025 auf X von einer „Überwachung der Opposition“ und äußerte, das sei „keine Demokratie“, sondern „verkappte Tyrannei“, woraufhin ihm vom deutschen Auswärtigen Amt mit dem Satz „Das ist Demokratie.“ gekontert und auf die Erfahrungen aus der deutschen Geschichte hingewiesen wurde.

## Position zum Klimawandel
Marco Rubio änderte hinsichtlich des Klimawandels im Laufe seiner Karriere wiederholt seine Meinung, wobei er zwischen Klimawandelleugnung, -skepsis und teilweiser Akzeptanz schwankte. 2007 noch akzeptierte er die Existenz der Erderwärmung als Tatsache, auch wenn er sich nicht explizit zum Mensch als Ursache äußerte, und sprach sich für eine Diversifizierung der Energieversorgung aus. Ab 2009, als er sich um einen Senatssitz bewarb, begann er den menschengemachten Klimawandel infrage zu stellen. 2010 äußerte er, er glaube nicht, dass es Belege dafür gebe. 2014 erklärte er, er glaube nicht, „dass der Mensch für diese dramatischen Klimaveränderungen verantwortlich ist, so wie es die Wissenschaftler darstellen“, und dass Klimaschutz etwas bewirken könne, außer die Wirtschaft zu zerstören. Das Klima verändere sich immer, Wissenschaftler würden nur ein paar Jahrzehnte herauspicken und diese dann als Beweis für einen längeren Trend darstellen. 2018 sagte er, dass die Menschheit zumindest zum Klimawandel beitrage.
2018 verfasste er einen Kommentar in USA Today, in dem er Innovation und Anpassung an die globale Erwärmung als Kern der Bekämpfung des Klimawandels nannte und darauf bestand, dass die Folgen des Meeresspiegelanstiegs durch die Wiederherstellung der Everglades kompensiert werden könnten. Der Klimaforscher Michael E. Mann beschrieb Rubio daraufhin als Beispiel für den Wandel in Sprache und Botschaften von Republikanern, „die immer noch versuchen, einen Kurs irgendwo zwischen schlichter Ablehnung und unbestimmter Verzögerung“ von Regulierungen (von CO2-Emissionen) zu fahren. Wie in einer Ablenkungskampagne der Fokus auf individuelle Verantwortung gelegt werde, um systemische Veränderungen zu sabotieren, sei die ausschließliche Schwerpunktsetzung auf Anpassung und Resilienz eine bevorzugte Taktik derjenigen geworden, die klimapolitisch an Untätigkeit interessiert seien. Diese Vorgehensweise sei eine weitere Methode, klimapolitisches Handeln vorzutäuschen, „während man gleichzeitig wie gewohnt fossile Brennstoffe verbrennt und die damit verbundenen Gewinne einfährt“.

## Privatleben
1998 heiratete Rubio Jeanette Dousdebes, eine Bankangestellte und Cheerleaderin der Miami Dolphins, deren Eltern aus Kolumbien in die USA eingewandert waren. Sie haben gemeinsam vier Kinder, zwei Töchter und zwei Söhne. Der von seinen Eltern römisch-katholisch erzogene Rubio ist heute wieder Katholik, nachdem er als Jugendlicher und junger Erwachsener jeweils mehrere Jahre lang zunächst der Kirche Jesu Christi der Heiligen der Letzten Tage (Mormonen) und dann einer baptistischen Gemeinde angehörte.

## Schriften
- 100 Innovative Ideas for Florida’s Future. Regnery Publishing, Washington, D. C. 2006, ISBN 978-1-59698-511-7.
- An American Son: A Memoir. Sentinel HC, New York 2012, ISBN 978-1-59523-094-2.
- American Dreams: Restoring Economic Opportunity for Everyone. Sentinel HC, New York 2015, ISBN 978-1-59523-113-0.
- Decades of Decadence: How Our Spoiled Elites Blew America's Inheritance of Liberty, Security, and Prosperity. Broadside Books, 2023, ISBN 978-0063296978.